# Fette Ort
Fette Ort (Der fette Ort) – niezachowana współcześnie wyspa rzeczna na obszarze Międzyodrza w Szczecinie. Ograniczona była nurtami Odry na zachodzie, Duńczycy na południu, Świętej na północy i jeziorem Dąbie na wschodzie.

## Charakterystyka
Potrzeba rozbudowy portu morskiego w Szczecinie i stoczni spowodowały konieczność zagospodarowania niewykorzystywanych dotąd terenów na prawym brzegu Odry. Pomijając powstanie w 1. połowie XVII wieku wyspy Bielawy związane stricte z rozbudową twierdzy Szczecin przez Szwedów, to budowa Kanału Grodzkiego w 2. połowie XIX wieku rozpoczęła na dobre proces "szatkowania" wyspy kolejnymi kanałami i przekopami Grabowskim, Mieleńskim, Dębickim, Brdowskim i Przesmykiem Orlim. Proces ten trwający do czasów współczesnych spowodował sztuczne utworzenie Wyspy Grodzkiej, Ostrowa Grabowskiego, Gryfii, Wyspy Dolnej Okrętowej, Wielkiej Kępy i Radolina. Część tego obszaru (ograniczonego nabrzeżami: Polskim, Belgijskim, Niemieckim, Słowackim i Czeskim z elewatorem zbożowym Ewa) połączono groblą z Łasztownią, podobnie jak Ostrów Grabowski.